# Pahnaji
Ne doit pas être confondu avec Panaji.
Pahnaji (en persan : پهناجي romanisé en Pahnājī et également connu sous les noms de Pahn Ḩājī et de Pahn Ḩājjī) est un village de la province de Mazandéran en Iran. Lors du recensement de 2006, sa population était de 188 habitants répartis dans 55 familles.